# Eleleus curtus
Eleleus curtus är en insektsart som beskrevs av Bolívar, I. 1887. Eleleus curtus ingår i släktet Eleleus och familjen torngräshoppor. Inga underarter finns listade i Catalogue of Life.